# 야나기사와 류시
야나기사와 류시(柳澤 龍志, 1972년 6월 22일 ~ )는 일본의 이종격투기 선수이며, 아오모리현 아오모리시에서 태어났다.

## 정보
신장은 190 cm 체중은 100 kg 정도로 오랜 기간 동안 이종격투기선수로 활약한 바 있다. 2007년 9월 29일 서울에서 열린 K-1 월드 GP 개막전에서 슈퍼파이트 매치로 대한민국 씨름 천하장사 출신인 김영현과 대결하여 대한민국 격투기 팬들에겐 잘 알려져 있다.

### 입식 격투 전적
- 7전 0승 1무 6패 (0 KO)

| 경기일자         | 상대               | 결과   | 내용            | 대회                                  |
| ---------------- | ------------------ | ------ | --------------- | ------------------------------------- |
| 2007년 9월 29일  | 김영현             | 패     | 3R 판정         | K-1 월드 GP 2007 in seoul             |
| 2002년 6월 2일   | 할리드 디 파우스트 | 패     | 3R TKO          | K-1 서바이벌 2002                     |
| 2002년 1월 27일  | 미르코 크로캅      | 패     | 1R 2분 44초 TKO | K-1 라이징 2002 시즈오카 초상륙       |
| 2001년 6월 24일  | 토미히라 타츠후미  | 패     | 4R 연장 TKO     | K-1 서바이벌 2001 일본GP 토너먼트     |
| 2001년 1월 30일  | 카쿠다 노부아키    | 무승부 | 3R 판정         | K-1 라이징 2001 시코쿠 초상륙         |
| 2000년 7월 7일   | 무사시             | 패     | 3R 판정         | K-1 스피릿 2000                       |
| 1993년 11월 27일 | 비탈리 쿠리치코    | 패     | 5R 판정         | 전일본 킥복싱 연맹 - Evolution Step 8 |